# Estação Baiana
A Estação Baiana é uma das estações do Teleférico do Alemão, situada na cidade do Rio de Janeiro, entre a Estação Adeus e a Estação Alemão. É administrada pelo Consórcio Rio Teleféricos.
Foi inaugurada em 7 de julho de 2011, entretanto encontra-se fechada desde o dia 14 de outubro de 2016. Localiza-se no cruzamento da Rua Itajubara com a Rua Jorge Gomes, no Morro da Baiana. Atende o bairro do Complexo do Alemão, situado na Zona Norte da cidade.
A estação, que é a motriz de todo o sistema, conta com um Posto de Orientação Urbanística e Social (POUSO) e com caixas eletrônicos da Caixa Econômica Federal.